# Arabii israelieni

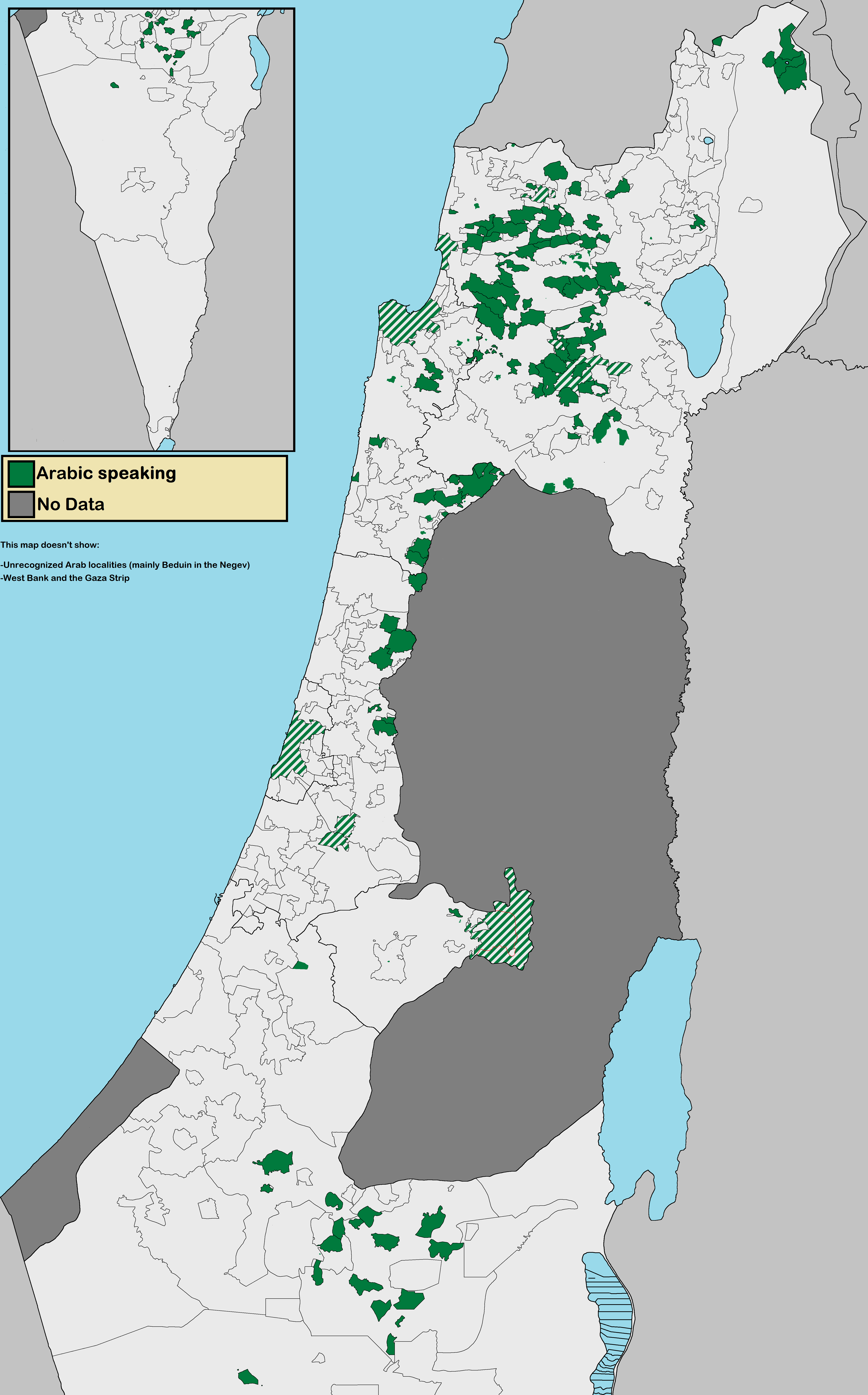
Harta localităților cu populație arabă în Israel

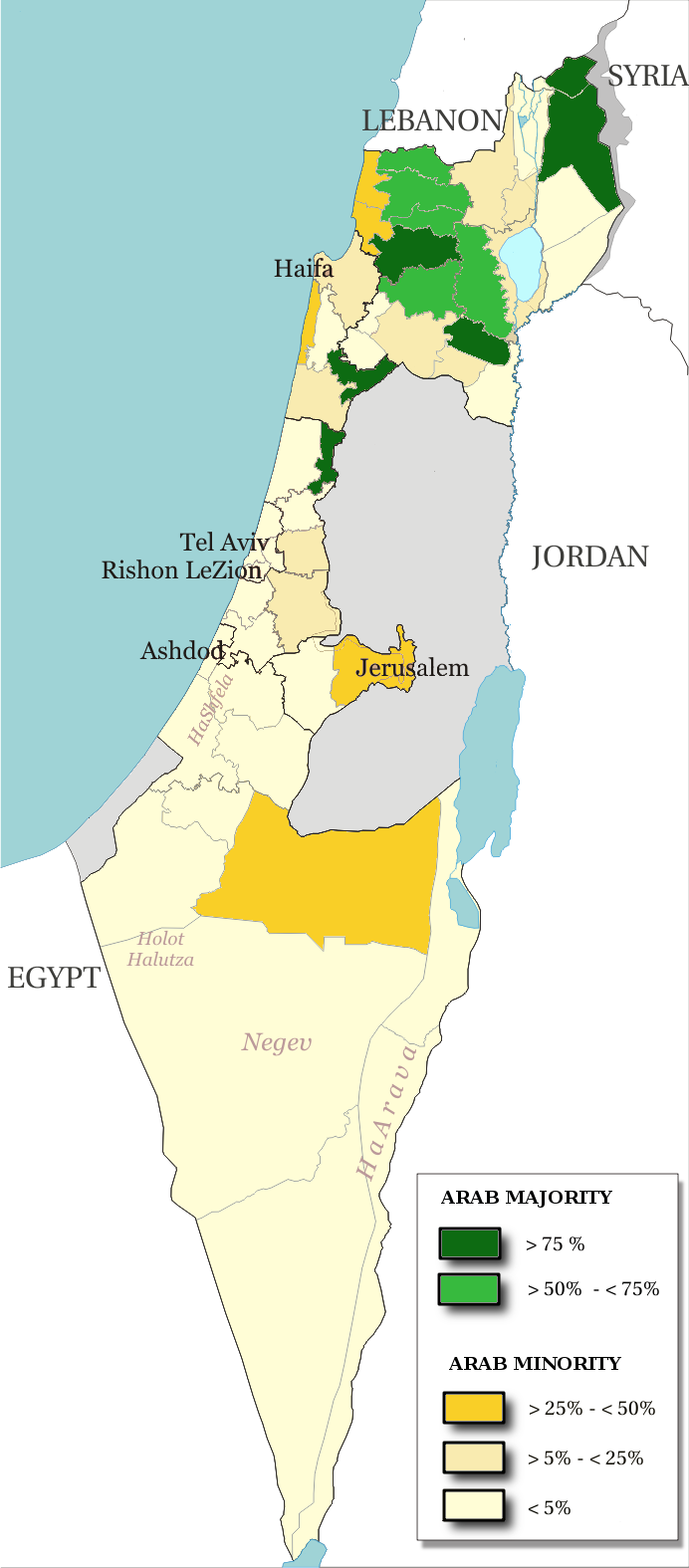
Arabii din Israel în anul 2000

Arabii israelieni (în arabă:عرب إسرائيل sau العرب الإسرائيليون , în ebraică:ערביי ישראל), cunoscuți și ca Israelienii arabi, în media arabă palestiniană  - numiți adesea Arabii de la 1948 (عرب 48  Arabi thamaniye wa arbayin)  sau Palestinienii de la 1948 (فلسطينيو 48)   sau Palestinienii din interior
(فلسطينيو الداخل  Falastiniu a-dakhil) sau Arabii din interior (عرب الداخل Arab a-Dakhil) sunt arabii cetățeni ai Israelului, a două etnie ca mărime din Israel, care reprezintă în prezent o cincime din populația statului evreiesc. țări. În anul 2019 numărau 1,907,000 persoane.. Majoritatea sunt de confesiune musulmană sunită, iar o minoritate sunt creștini (greco-catolici, ortodocși,romano-catolici, luterani etc) și druzi. 
Arabii israelieni sunt o parte din locuitorii arabi ai Palestinei sub mandat britanic care au rămas în teritoriul controlat de Statul Israel la finele Războiului arabo-evreiesc din Palestina din anii 1948-1949 (Războiul de independență al Israelului) sau care au apucat atunci să se întoarcă în zonele unde au locuit înainte de închiderea granițelor. 
La sfârșitul Războiului din 1948-1949  această populație a primit cetățenia Israelului, conform Legii cetățeniei din statul evreiesc. Ei i s-au alăturat un număr de imigranți arabi palestinieni, mai ales ca urmare a reunirii familiilor, precum și un număr de arabi încetățeniți după ce au adus servicii Statului Israel în lupta de apărare.
După Biroul Central de Statistică al Israelului în rândul arabilor israelieni sunt incluși și locuitorii arabi ai Ierusalimului de est (323.700 în 2018) și druzii din Platoul Golan  (19.000 în 2018) care nu au în marea lor majoritate statut de cetățeni, ci de rezidenți permanenți ca urmare a ocupării de către Israel a acestor zone în Războiul de Șase Zile și a anexării lor succesive.
În 2012  circa 60% din arabii din Israel se auto-defineau palestinieni.

## Grupuri confesionale
| Religiile arabilor israelieni | Religiile arabilor israelieni | Religiile arabilor israelieni | Religiile arabilor israelieni | Religiile arabilor israelieni |
| ----------------------------- | ----------------------------- | ----------------------------- | ----------------------------- | ----------------------------- |
|                               |                               |                               |                               |                               |
| islam sunit                   | islam sunit                   |                               | 82%                           | 82%                           |
| creștinism                    | creștinism                    |                               | 9%                            | 9%                            |
| religia druză                 | religia druză                 |                               | 9%                            | 9%                            |

În 2019 populația arabă a Israelului era estimată la 1.890.000, reprezentând 20,95% din populația țării.
După Oficiul Central de Statistică al Israelului în mai 2003 musulmanii, inclusiv beduinii, reprezentau 82% din arabii israelieni, creștinii arabi 9%, iar druzii 9% 

Limba națională și maternă a arabilor israelieni, inclusiv druzi, este araba, limba vorbită fiind araba levantină în variantele ei palestiniene

### Musulmani

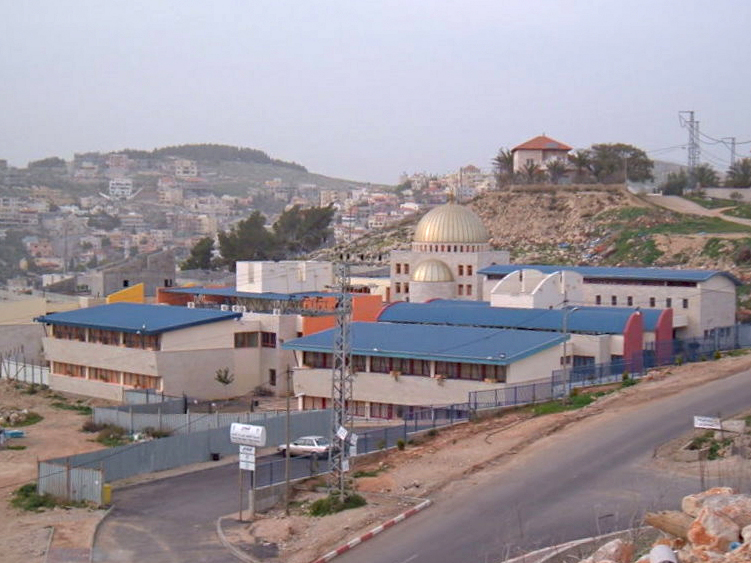
Orașul Umm al Fahm, al doilea oraș arab ca populație din Israel, după Nazaret

Musulmanii arabi din Israel reprezintă 86% din populația arabă a țării, aproape toți de confesiune sunită.
În cadrul lor se diferențiază prin tradiție mai multe straturi sociale istorice: săteni - falahi, orășeni - madani, și beduini (nomazi). Falahii și madanii reprezintă 70% din populația arabă din Israel, iar beduinii - 16%. (2016)
Între personalitățile arabe musulmane din Israel se pot menționa poetul Taha Muhammad Ali, pictorul Karim Abu Shakra,  scriitorul Said Kashua, ziariștii și oamenii de televiziune Lucy Ahrish, Zuheir Bahlul și Khaled Abu Toama, actorul Muhammad Bakri, cântăreți ca Nassrin Qadri și Ines Masalha, militari ca generalul de brigadă beduin Amos Yarkoni (And al Majd Hidr), diplomatul de origine beduină Ismail Khaldi.  Arabii musulmani sunt și au fost reprezentați în Knesset în partidele arabe - Lista Arabă Comună (ex. Ahmed Tibi), Lista Arabă Unită si alte fracțiuni islamiste (Riad Salah, Mansur Abbas), în partide de stânga și centru sioniste (Abd al Aziz al Zuabi, Muhammad Wated din partidul Mapam, Issam Frej din partidul Meretz, Ghaleb Majadele din Partidul Muncii, care a fost cel dintâi ministru musulman în guvernul Israelului (2007-2009)) 

##### Stabili
Comunitățile arabe musulmane tradițional sedentare cuprind circa 70% din locuitorii arabi din Israel. În 2010 numărul mediu de copii pe mamă era 3.84, după ce a scăzut de la 3.97 în 2008. În anul 2015 a devenit 3.26.(La evrei  - 3.13). Creșterea anuală a populației musulmane este de 2.3% (față de 1.9% la evrei).
23% din copiii din Israel se nasc din părinți musulmani. 
Majoritatea arabilor musulmani sunt tineri:42% sub vârsta de 15 ani. Vârsta medie a israelienilor arabi musulmani este 18, în timp ce vârsta medie a israelienilor evrei este 30. Procentajul de persoane peste vârsta de 65 ani este la musulmani sub 3% față de 12% la evrei.

##### Beduini (în parte nomazi)

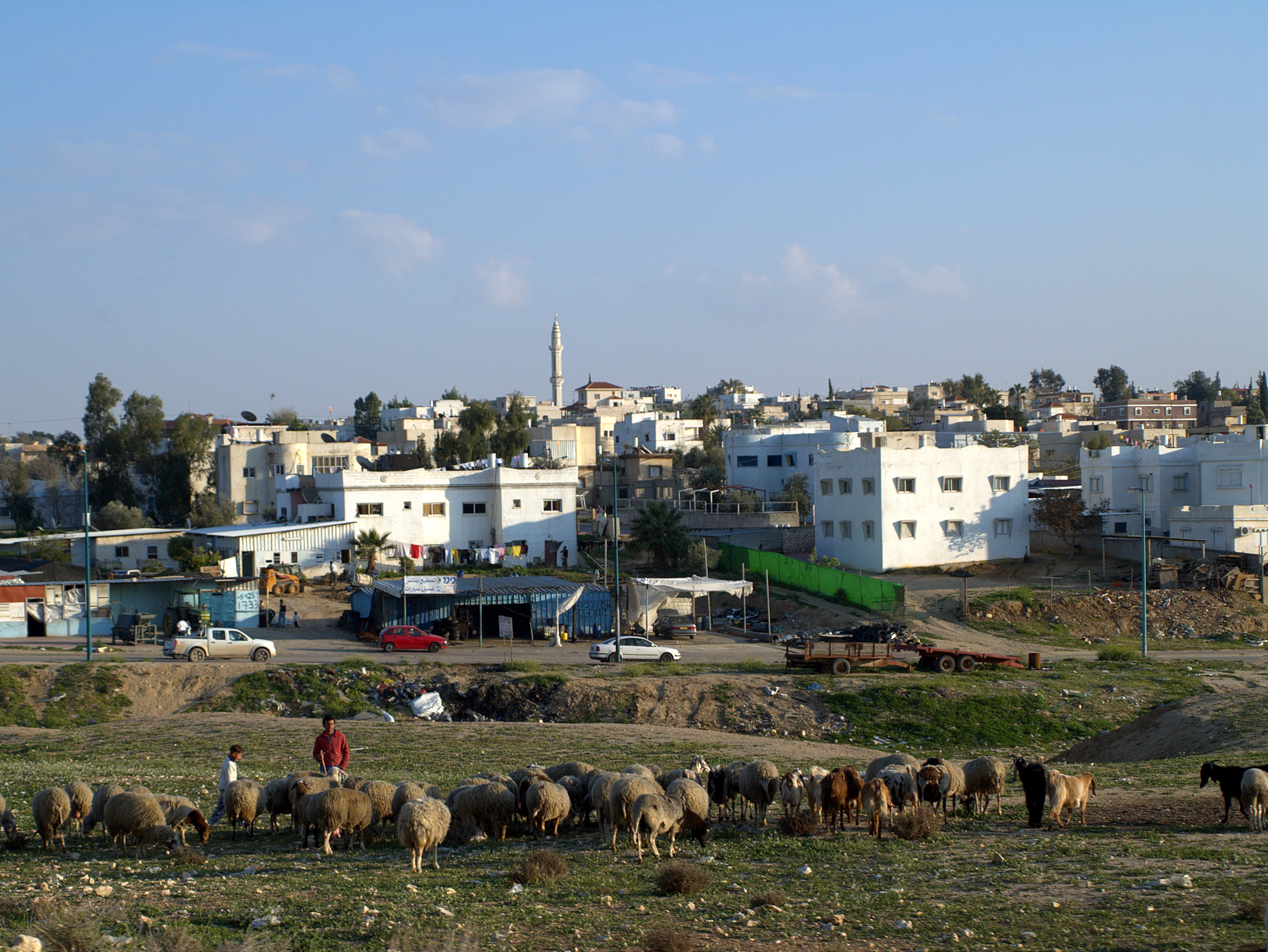
Rahat, cel mai mare oraș de beduini din Israel, în Neghev

Beduinii reprezintă 3.5% din populația Israelului și 16 % din populația arabă a Israelului. Ei fac parte din populația araba musulmană a țării care reprezintă în anul 2020 18% din populație. Beduinii se impart in doua categorii geografice: beduinii din nordul țării care locuiesc în marea lor majoritate în sate și orășele, și beduinii din Neghev care includ seminomazi si locuitori ai unor orășele și sate nerecunoscute oficial. Există și o a treia categorie, beduini locuitori ai unor orase cu populatie mixta arabă si evreiască :Lod, Ramle, Beer Sheva și Haifa.   
În ianuarie 2021 după datele Oficiului de emigrare și populatie, trăiau în Neghev 278,616 beduini. In 2007 in Galileea locuiau 85,100 beduini , iar în zona de centru 32,250 beduini.   
Beduinii din lume sunt grupuri de arabi nomazi și semisedentari care trăiesc în zonele de desert din lumea arabă de la țărmurile atlantice ale deșertului  Sahara la vest, trecând prin Algeria, Deșertul Libian, peninsula Sinai , Deșertul Neghev și până la țărmurile de est ale Peninsulei Arabice. În a doua jumătate a secolului al XIX-lea, beduinii din Palestina au început să efectueze unele munci agricole și să privatizeze terenurile tribului.  
Înainte de proclamarea Statului Israel, în Neghev trăiau circa 65.000- 90.000. În anii 1950 și 1960 11.000 au fost mutați de guvernul israelian într-o arie din nord-estul Neghevului  cuprinzând 10% din deșertul Neghev 
În anii 1982-1979 guvernul israelian a construit șapte orașe de dezvoltare destinate sedentarizării beduinilor. Circa jumătate din beduini trăiesc în prezent în aceste orașe, din care cel mai mare este Rahat, celelalte fiind Ar'arat an-Naqab  (Ar'ara BaNegev), Bir Hadaj, Hura, Kuseife, Lakiya, Shaqib as-Salam (Segev Shalom) și Tel as-Sabi (Tel Sheva).
Aproximativ 40-50% din beduinii israelieni trăiesc în 39-45 sate nerecunoscute oficial, neconectate la curentul electric și la rețelele de apă potabilă 
O parte din beduini servesc de bunăvoie în armata israeliană.
Zeci de mii de beduini nu au o adresă unică. 46.000 sunt înregistrați de Oficiul populației într-o localitate, în timp ce în Oficiul pentru reglementarea sedentarizării beduinilor, aceleași persoane figurează în altă localitate. Consiliul regional Al Qasum cuprinde oficial 7 așezări, dar conferă servicii la încă zeci de mii de locuitori din întreaga arie de răspândire beduină. Numărul locuitorilor din aria consiliului regional Al Qasum este de 3.097 dupa lista electorală, 6.000 după Oficiul emigrației si populației, 24.000 după datele Consiliului, 43.000 după datele Ministerului Învățământului, și 51.000 după Ministerul Asistenței Sociale. 80.000 beduini din Neghev sunt înregistrați ca locuind „în trib” .
În zona locuită de beduini legile țării nu se aplică în multe situații, cheltuielile ministerelor se bazează pe cifre false, nu se plătesc majoritatea impozitelor, există o intensă criminalitate - bande care încasează bani de„ protecție", se remarcă un număr ridicat de delicte de circulație și violență, spargeri inclusiv la bazele militare din regiune.
După raportul Comisiei Palmor circa 14.000 femei beduine trăiesc în familii poligame.

### Creștini

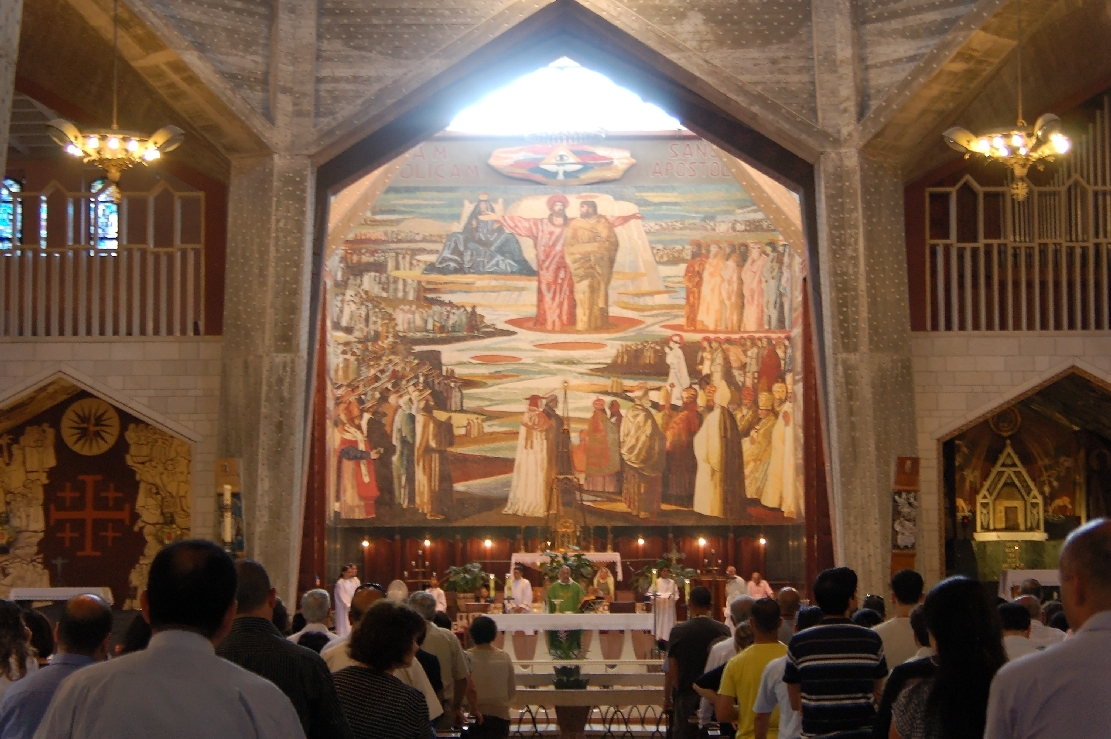
Misa catolică la Biserica Bunei Vestiri din Nazaret.

În 2014 locuiau in Israel 117,000, care reprezeintă majoritatea creștinilor din Israel . Creștinii arabi echivalează cu circa 9% din populația arabă a Israelului. Circa 70% trăiesc în nordul Israelului - în localitățile Haifa, Nazaret, Jish, Mi'ilya, Fassuta și Kfar Yassif.
În unele sate druze precum Hurfeish și Maghar trăiesc și mici minorități creștine.
Nazaretul este orașul cu cea mai mare populație creștină din Israel. La Haifa majoritatea locuitorilor arabi sunt creștini.
Principalele confesiuni creștine ale arabilor din Israel sunt:
- Greco-catolicii sau melkiții - circa 60%, aparținând Bisericii Greco-catolice Melkite
- Greco-ortodocși - circa 30%, aparținând Bisericii Grecești Ortodoxe a Ierusalimului

Între figurile proeminente dintre creștinii arabi din Israel se pot menționa Hossam Haick, cercetător în domeniul nanotehnologiei, nanosensorilor și electronicii moleculare, scriitorii Anton Shammash și Emil Habibi, actorii de teatru și cinema Makram Khuri, Giuliano Marr și Mira Awad, muzicianul Taisir Elias, cântăreți ca Amal Murkus, Lubna Salameh, Samir Shukri etc regizorul de film Elia Suleiman, judecătorul Salim Jubran care a fost membru al Curții Supreme a Israelului, Johnny Sruji, vicepreședinte senior al companiei Apple, sportivi ca Salim Tuama (fotbal) și Marc Hinawi (înot), politicieni - deputați în partide de stânga (comuniști ca Emil Habibi, Tawfik Tubi, Emile Touma, Tawfik Zayad) și naționaliste arabe (fostul deputat Azmi Bishara), figuri clericale ca arhiepiscopul George Hakim - Maximos al V-lea,  arhimandritul Emil Shufani,  patriarhul latin al Ierusalimului Michel Sabbah,  episcopul luteran Munib Yunan etc.
Arabii creștini se disting prin cel mai bun nivel de instrucție din Israel. 
63% dintre ei au studii academice, cel mai mult dintre toate grupurile religioase și etnice-religioase. 

Deși reprezintă numai 2% din populația Israelului, în rândurile arabilor creștini se numără 17% din studenții din universitățile și 14% din studenții din colegiile din Israel.   
Rata de studenți arabi creștini la facultățile de medicină este mai mare decât ]n tuoate celelalte sectoare etnice si religioase.
Procentul de femei cu educație academică este de asemenea cel mai mare față de celelalte sectoare ale populației.
Liceele și colegiile creștine sunt printre cele mai performante din țară. Creștinii arabi au cea mai mare rată de trecere a examenelor de bacalaureat (69% în 2012 față de evrei - 61%, arabi musulmani 50%, druzi 64%) și de educație academică decât media populației israeliene. 
Creștinii au venitul mediu cel mai mare pe familie dintre arabii israelieni.

##### Arameii
În septembrie 2014 guvernul israelian a recunoscut ca etnie separată pe creștinii cu tradiție aramaică și maronită și le permite să se înregistreze nu ca arabi, ci ca aramei. În fruntea acestei tendințe foarte minoritare se află  Forumul de Recrutare Creștin Israelian în frunte cu preotul ortodox Gabriel Naddaf și maiorul Ihab Shlayan, și Fundația Creștină Aramaică din Israel condusă de maiorul Shadi Khalloul Risho. Aceasta poziție este condamnată de Patriarhia ortodoxă greacă a Ierusalimului și de alte cercuri arabe din Israel

### Druzi

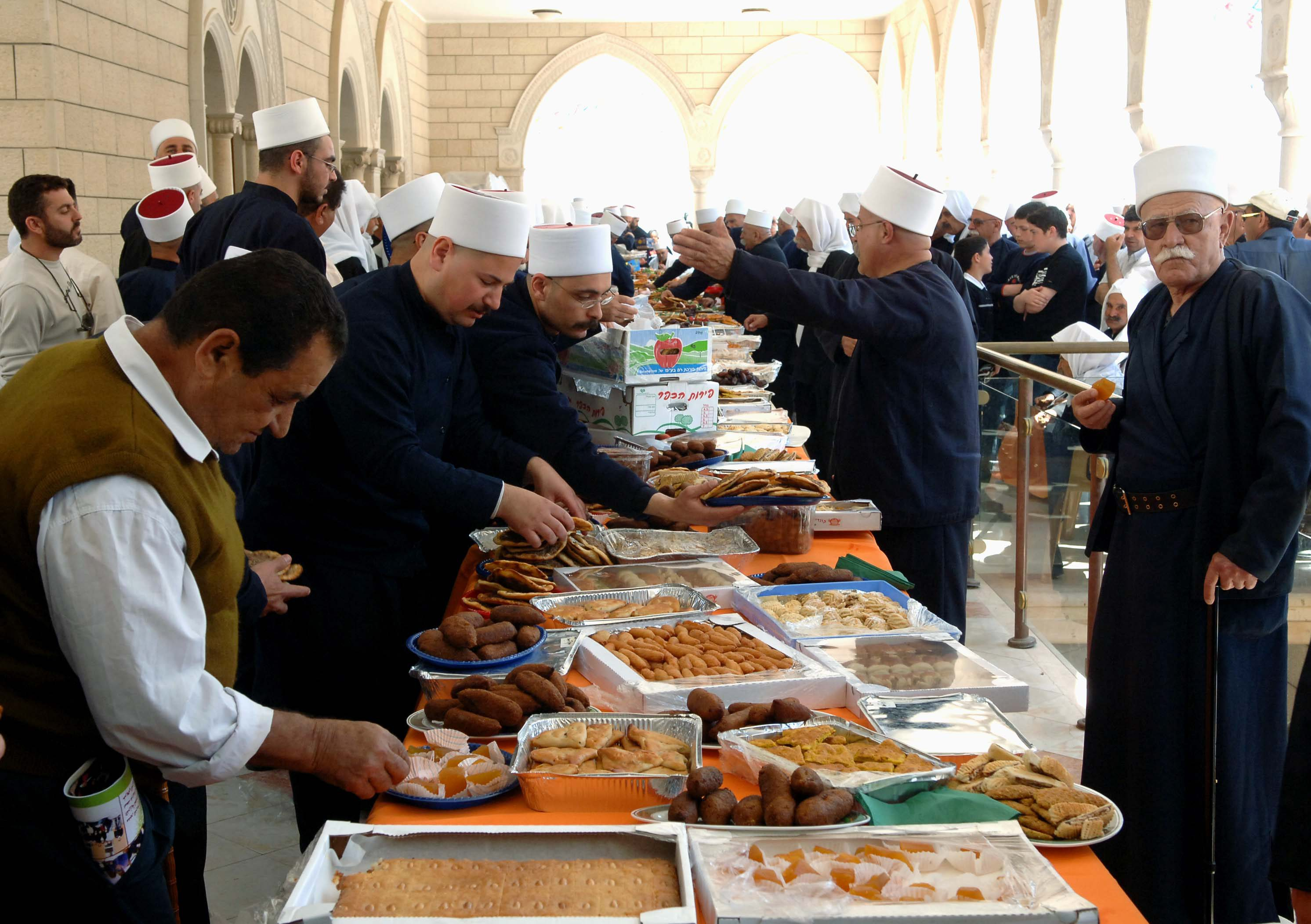
Notabili druzi celebrând Sărbătoarea Prorocului Shuayib la mormântul acestuia la Hittin

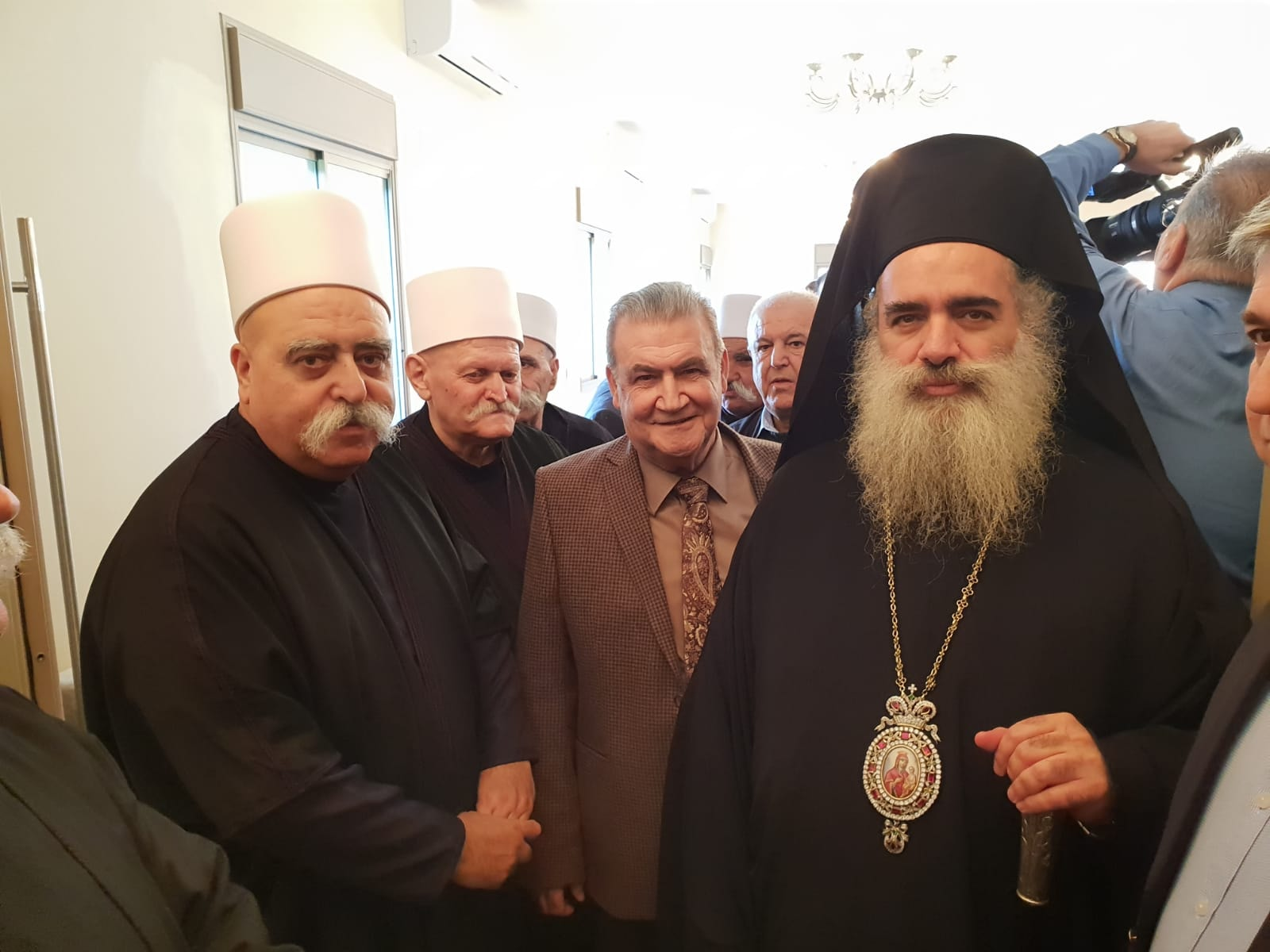
Conducătorul spiritual al druzilor din Israel, Mowafaq Tarif (stânga) și arhiepiscopul grec-ortodox de Sebastia, Atallah Hana (Theodosios)

Majoritatea druzilor israelieni trăiesc în nordul țării. Începând din anul 1957 ei sunt recunoscuți de statul israelian ca o comunitate religioasă separată de ceilalți arabi și sunt înregistrați ca un grup etnic distinct în recensămintele populației și documentele Ministrului de Interne al Israelului. Druzii din Galileea și din regiunea Haifa au primit cetățenia israeliană în mod automat în anul 1948. După capturarea Înălțimilor Golan din mâinile Siriei în Războiul de Șase zile din iunie 1967 și anexarea lor la Israel în 1981, populației druze care locuiește în această zonă i s-a oferit cetățenia israeliană. Nesiguri de viitorul regiunii (nefiind cu totul exclusă, în ciuda anexării, și perspectiva unei retrageri israeliene, de exemplu în urma unui eventual acord de pace) majoritatea druzilor din Golan au refuzat cetățenia israeliană și au reținut-o pe cea siriană, dar beneficiază în Israel de statutul de rezidenți permanenți. 
În timpul Palestinei mandatare mulți druzi din Palestina nu s-au alăturat mișcării de consolidare a naționalismului arab și nu au participat la ciocnirile violente cu evreii. În 1948 mulți dintre druzi s-au înrolat ca voluntari în ajutorul forțelor militare evreiești și satele druze nu au fost distruse sau permanent abandonate. După proclamarea Statului Israel druzii israelieni s-au considerat solidari cu Israelul și s-au distanțat de radicalismul islamic și arab. Druzii israelieni fac în mare parte serviciul militar obligatoriu în armata Israelului.     
În cadrul învățământului în limba arabă druzii se bucură de autonomie. 
Într-un sondaj din 2008 efectuat de dr Yusuf Hassan de la Universitatea Tel Aviv 94% din participanții druzi s-au identificat ca druzi israelieni din punct de vedere religios și etnic.
Într-un sondaj din 2017 71% din druzi se considerau arabi, în timp ce la arabii musulmani - 99%, iar la creștinii arabofoni 96%.  Spre deosebire de creștinii și musulmanii arabofoni, druzii pun mai puțin accent pe identitatea arabă si se identifică mai mult ca israelieni.
Druzii sunt reprezentați în cursul anilor în Knesset de deputați din partide sioniste de centru-dreapta (ex. Ayub Kara și Fatin Mulla din Likud), de centru (Majali Wahabi din Kadima, fost vicepreședinte al Knessetului) și în partide de stânga sau radicale de stânga (comuniști ca poetul Samih Al-Qasim), precum și în partide naționaliste arabe.(ex. Said Naf'a din partidul Balad).S-au remarcat din rândurile druzilor israelieni scriitori și poeți ca Naim Araidi, Salman Natur, Salman Masalha, militari ca generalii Yusef Mishleb și Kamil Abu Rukun, ziariști si oameni de televiziune ca Rafik Halabi, conducători religioși ca șeicii Amin Tarif și Muwafak Tarif etc.

## Distribuția teritorială

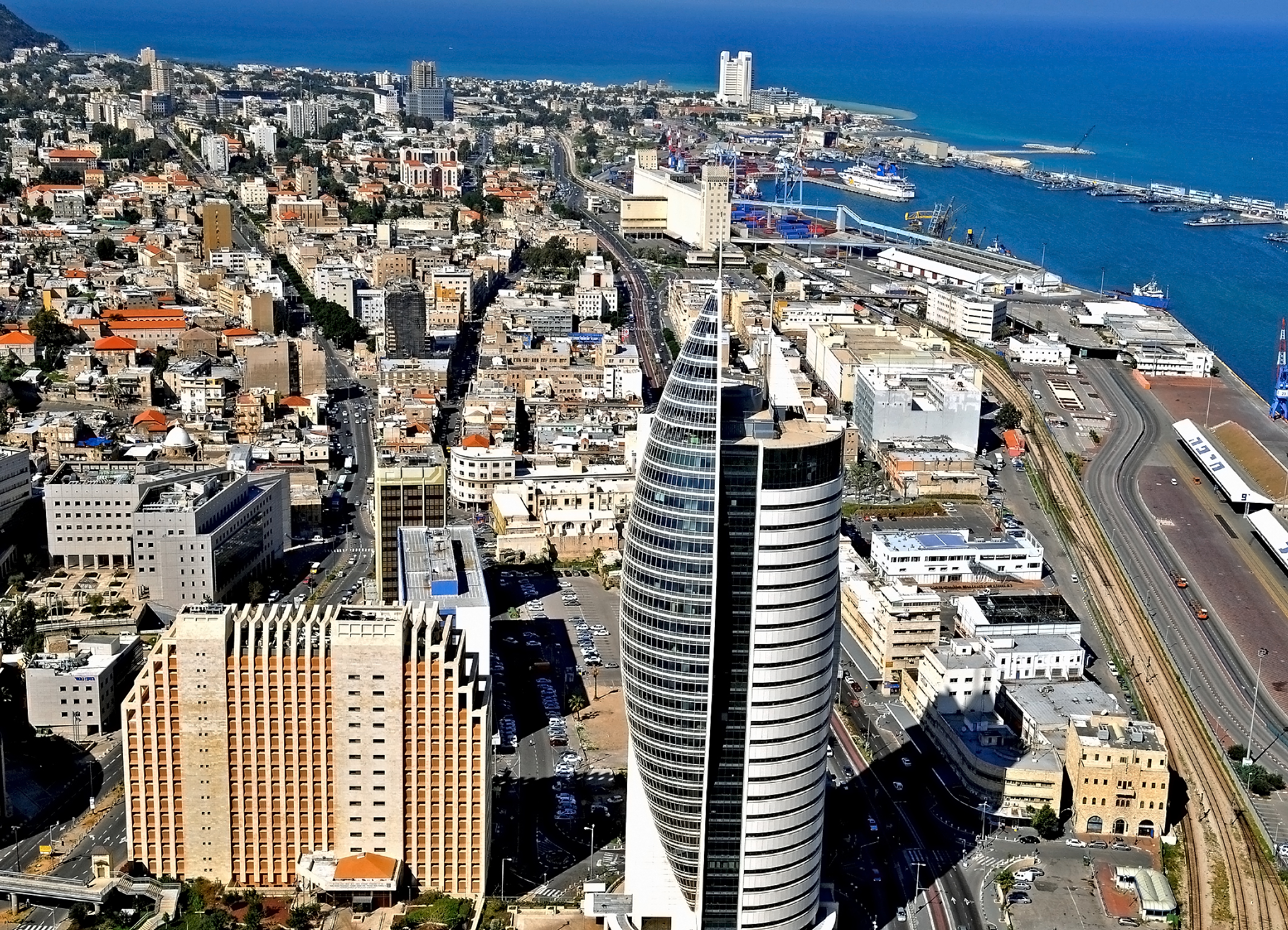
Downtown Haifa inclusiv portul și turnul catarg. In această zonă arabii, musulmani și creștini, reprezintă 70% din numărul locuitorilor

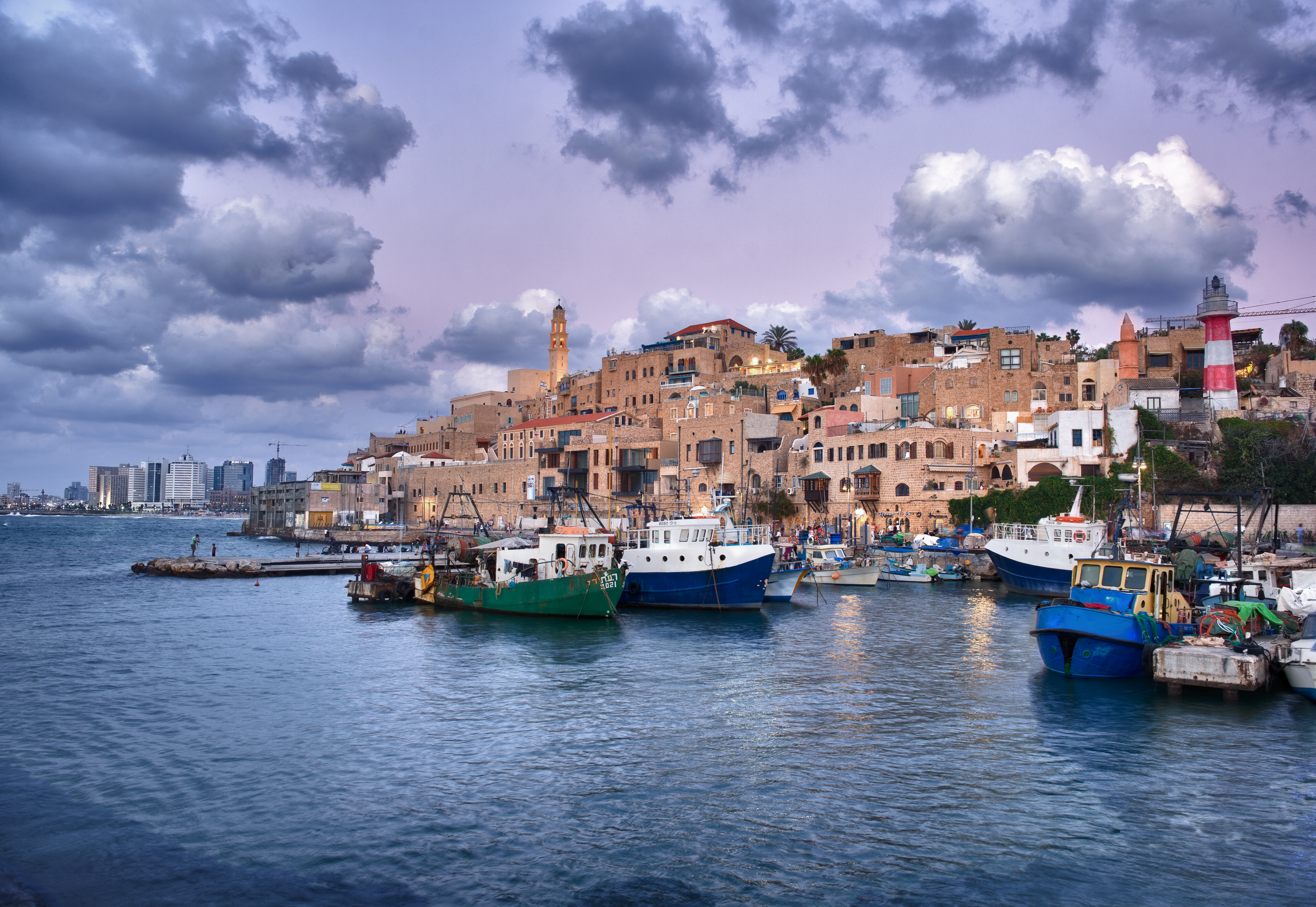
Jaffa, astăzi parte a municipiului Tel Aviv-Yafo. Orasul vechi Jaffa cu portul. În Jaffa locuiesc circa 16000 arabi, musulmani și creștini.

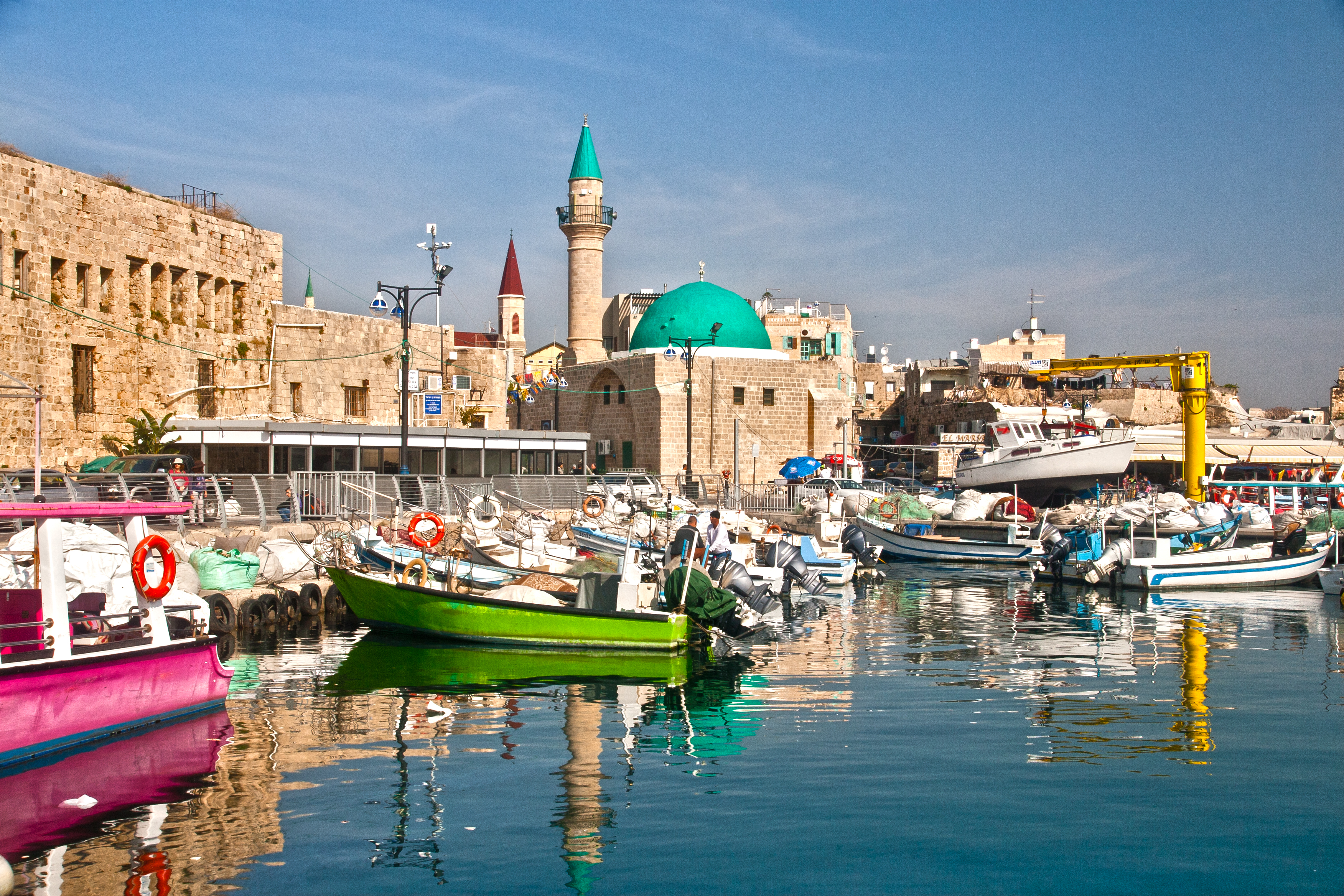
Orașul vechi Acra - Akko, cu portul.

Circa 50% dintre arabii israelieni locuiesc în 114 localități de pe cuprinsul țării.
În Israel există  122 localități cu populație majoritar sau exclusiv arabă, 89 dintre ele având peste 2.000 locuitori.  Cele șapte orășele beduine și Consiliul regional Abu Basma care au fost fondate pentru sedentarizarea populației beduine din Neghev sunt unicele localități arabe înființate în Israel după 1948.  
În Districtul de Nord al Israelului arabii israelieni formează 52% din populație.

## Evoluție demografică
| Anul | evrei  | musulmani | creștini | druzi | alții |
| ---- | ------ | --------- | -------- | ----- | ----- |
| 1950 | 87,8 % | 8,5 %     | 2,6 %    | 1,1 % | -     |
| 1960 | 88,9 % | 7,7 %     | 2,3 %    | 1,1 % | -     |
| 1970 | 85,4 % | 10,9 %    | 2,5 %    | 1,2 % | -     |
| 1980 | 83,7 % | 12,7 %    | 2,3 %    | 1,3 % | -     |
| 1990 | 81,9 % | 14,1 %    | 2,4 %    | 1,7 % | -     |
| 2000 | 77,8 % | 15,2 %    | 2,1 %    | 1,6 % | 3,2 % |
| 2010 | 75,4 % | 17,2 %    | 2,0 %    | 1,7 % | 3,8 % |
| 2016 | 74,7 % | 17,7 %    | 2,0 %    | 1,6 % | 4,0 % |
| 2017 | 74,5 % | 17,8 %    | 2,0 %    | 1,6 % | 4,1 % |

Sursă

## Istoria

### 1947-1949. Războiul de independență a Israelului și crearea problemei refugiaților palestinieni (Nakba)
Colectivitatea arabilor israelieni s-a creat în urma Războiulului arabo-israelian din 1948-1949, cunoscut și ca Războiul de Independență al Israelului.În ajunul proclamării Statului Israel în 1948 Palestina era administrată de puterea mandatară britanică. În acel moment două treimi din populație era arabă (cunoscută ca arabi palestinieni) și o treime evreiască, constituită în mare parte prin emigrația care fusese garantată în general de mandatul conferit Regatului Unit de către Societatea Națiunilor. 
Hotărârea 181 din 29 noiembrie 1947 a Adunării Generale a O.N.U. a stabilit încheierea mandatului britanic și crearea pe teritoriul Palestinei mandatare, a două state independente - statul arab și statul evreiesc.  Conducerea evreiască a acceptat decizia de împărțire, în timp ce conducerea arabilor din Palestina, sub influența marelui muftiu al Ierusalimului, Hadj Amin Al Husseini, a respins-o cu vehemență. Respingerea hotărârii s-a tradus pe teren prin atacuri ale arabilor palestinieni împotriva localităților si așezărilor evreiesti , care au luat amploarea unui război civil între cele două populații. Apoi, la o zi după proclamarea de către evrei a Statului Israel, la 15 mai 1948 atacarea acestuia de către statele arabe  a dus la transformarea conflictului într-un război regional.    
În cursul luptelor aprige, arabii palestinieni au părăsit în mare parte casele lor de pe teritoriul fostei Palestine mandatare, în unele locuri au fost izgoniți.Într-o prima fază majoritatea refugiaților s-au concentrat în tabere din jurul orașelor mari pe teritoriile aflate sub ocupația armatelor arabe, teritorii care au devenit cunoscute ca Cisiordania sau Malul de vest sub stăpânirea Transiordaniei, devenită curând Iordania,  precum și Fâșia Gaza ocupată de Egipt. O altă parte din refugiați au fugit imediat sau mai târziu în statele arabe vecine, cu speranța că se vor bucura de adăpost și cu încrederea în victoria cauzei arabe care le va permite să se întoarcă în curând  în Palestina.Arabii au denumit aceste evenimente Nakba -النكبة adică „nenorocirea” sau „lovitura”.  
În 1949 războiul (dar nu starea de război dintre părți) a luat sfârșit prin Acordurile de armistițiu de la Rodos, stabilindu-se linia de armistițiu,  cunoscută ca Linia Verde.În teritoriul controlat de Statul Israel au rămas locuitori arabi, cărora li s-au alăturat prin schimburi de teritorii, și arabii din zonele Wadi Ara (Nahal Iron) și Triunghi. Unii refugiați au izbutit sa se întoarcă la casele lor din interiorul Liniei verzi inainte de închiderea frontierelor. Marea majoritate a refugiaților au rămas în taberele  în care s-au adăpostit și Israelul s-a opus întoarcerii lor.Astfel s-a creat așa numita chestiune a refugiaților palestinieni, care a fost perpetuată până în zilele noastre.    
La 8 noiembrie 1948 s-a efectuat recensământul populației în Israel, în teritoriile sub controlul armatei având loc la la 14 octombrie 1948.   
Arabii care în momentul recensământului nu s-au aflat în Israel sau care s-au aflat în Israel mai târziu, au fost declarați „dispăruți prezenți”.  
În decembrie 1948 s-au aflat sub controlul Statului Israel și al armatei israeliene 100,000 arabi, din care 40,000 cu drepturi  de vot. Ei locuiau în 82 sate de pe cuprinsul statului (76000 locuitori), în trei orașe Ramle, Lod si Majdel (numit ulterior Ashkelon)  (15,000), în Neghev  (8,000) )
În urma acordurilor de armistițiu in 1949, s-au adăugat Statului Israel teritorii arabe suplimentare, Cu acești locuitori numărul arabilor din Israel
a ajuns la 160.000, circa 15% din populație. Numărul celor declarați dispăruți era 46,000. 
La sfârșitul anului 1949 76,6%  din populația arabă a Israelului erau musulmani.

### 1949-1966. Guvernământul militar pentru arabii din Israel
Arabii care s-au aflat în interiorul Statului Israel sau au reușit să se întoarca acolo, au obținut cetățenia israeliană și au avut dreptul de a participa la alegerile pentru primul Knesset care au avut loc în ianuarie 1949 (încă înainte de armistițiu). în primul Knesset au fost trei deputați arabi: Amin Salim Jarjura și Saif ad-Din Al Zuabi, din partea Listei Democratice din Nazaret, satelită a partidului Mapai și Tawfik Tubi, din Haifa, din partea Paridului Comunist Israelian. O reprezentare identică s-a repetat si urmatoarele alegeri pentru parlament.  
După Războiul de independență, autoritătile noului stat evreiesc, priveau pe cetățenii arabi cu suspiciune, și le-au impus un regim de guvernământ militar, bazat pe dispoziții de stare de urgență adoptate în 1945 de către autoritățile mandatare britanice, precum și numeroase alte limitari de drepturi. Regimul de guvernământ militar a fost impus în anumite regiuni geografice, dar în practică, era aplicat numai arabilor. În orașe mixte în care trăiau și evrei și arabi, precum Haifa, Jaffa,Lod, Ramla și Akko a fost aplicat pe un timp scurt (la Akko până in 1951, în celalte orașe doar în anul 1949) sau  ca în cazul Haifei, nu a fost aplicat de loc.Arabii din aceste orase s-au bucurat de mai multă libertate.
În primele zile ale Statului Israel autoritățile pe arabii rămași în localităti pe jumătate golite de locuitori autoritățile i-au concentrat in ntr-un numar de asezari precum Mazra, Sheih Danun, și in același timp i-au evacuat din alte sate pentru a face loc populației evreiești crescânde prin valuri mari de emigrație din Europa și țările arabe. De asemenea s-a decis evacuarea arabilor din așezări de graniță precum Ikrit și Biram. În unele locuri, ca de pilda la Al Majdal, a fost incurajată emigratia locuitorilor arabi dincolo de granițele statului. În această perioadă s-au adoptat legea bunurilor persoanelor absente, legea autoritătii de dezvoltare și legea achiziționării de pământuri, care au servit la exproprierea de pământuri de la arabi,atât cei care au părăsit țara devenind refugiați, cât și cei rămasi în țară. În aceasta perioadă , în 1956, în ziua începerii Campaniei din Sinai după declararea  starii de asediu, armata israeliană a comis un masacru în care au fost uciși peste 40 de locuitori ai comunei Kfar Kassem, între care femei și copii.  
În 1958 principalul mare sindicat Histadrutul, al cărui nume oficial era Organizația Generală a Muncitorilor Evrei din Țara Israelului a inceput sa primeasca în rândurile sale și arabi, ceea ce a dus la o ameliorare a statutului arabilor. În 1958 14500 arabi au intrat in Histadrut.În acel an numarul elevilor arabi in scolile publice a ajuns la 30000, în școlile crestine la 9000, în licee la 845, și numărul studenților arabi în institutii universitare a fost de 55. Spre sfarsitul anilor 1950 au început incercari de a suspenda regimul de guvernamant militar și multe limitari impuse arabilor au fost anulate. În cele din urmă, în 1966 primul ministru Levi Eshkol apus capat guvernământului militar pentru arabii israelieni,o parte din atribuțiile lui trecând în mâinile poliției sau fiind anulate gradat în anii următori.